# Alas Uruguay
Alas Uruguay war eine Charterfluggesellschaft mit Sitz in Uruguay.

## Geschichte
Alas Uruguay wurde von ehemaligen Mitarbeitern der PLUNA (zuerst als Alas-U) gegründet und übernahm 250 ehemalige Angestellte der PLUNA. Für den Februar 2015 war die Aufnahme des Betriebs mit einem Charterflug nach Asunción (Hauptstadt von Paraguay) mit einer Boeing 737-300 (ex-Ukraine International Airlines) avisiert. Mitte Februar und im März 2015 sollten zwei weitere Boeing 737-300 zur Flotte stoßen.
Letztlich traf am 11. März 2015 die Boeing 737-300 als erstes Flugzeug des jungen Unternehmens am Aeropuerto Internacional de Carrasco ein. Der seinerzeitige Vorsitzende des Direktoriums der Alas Uruguay Cesar Iroldi kündigte anlässlich dieses Ereignisses die Aufnahme des Betriebes in Kürze an. Insoweit wurde seitens des Unternehmens Mitte April 2015 als Zeitpunkt genannt. Laut Iroldi beschäftigte das Unternehmen damals 53 Personen. Bis Oktober 2015 sollte der Geschäftsbetrieb mit vier Flugzeugen geführt werden. Damit sollten die Flugrouten Montevideo-Asunción, Montevideo-São Paulo, Montevideo-Rio de Janeiro und Punta del Este-Buenos Aires abgedeckt werden.
Schließlich wurde am 21. Dezember der Ticketverkauf aufgenommen, der Flugbetrieb für die letzte Dezemberwoche 2015 angekündigt und der erste Flug am 21. Januar 2016 durchgeführt.
Die Gesellschaft stellte ihren Betrieb im Oktober 2016 nach weniger als einem Jahr aus finanziellen Gründen wieder ein; vor Gericht klagte infolgedessen der staatliche Entwicklungsfonds FONDES, da Alas Uruguay sich weigerte, Insolvenz anzumelden. Sofern der Klage stattgegeben wird, könnte der Entwicklungsfonds einen Teil der ursprünglichen Unterstützungszahlen in Höhe von 15 Mio. US-$ aus den Erlösen der Liquidierung zurückerhalten. Die Hoffnungen von Alas Uruguay auf einen Käufer zerschlugen sich und im Mai 2017 ging die Gesellschaft in Konkurs.

## Flugziele
Als erste Destinationen waren Buenos Aires und Asunción geplant. Später sollten Rio de Janeiro, São Paulo und Santiago de Chile dazukommen.

## Flotte
Im Dezember 2015 bestand die Flotte der Alas Uruguay noch aus drei Boeing 737-300, davon zwei mit Winglets. Mitte 2016 musste allerdings bereits eine Boeing an die Leasingfirma zurückgegeben werden.